# Mitsubishi Typ 89
Der Mitsubishi Typ 89 (japanisch 三菱89式装甲戦闘車 Mitsubishi 89-shiki sōkō-sentō-sha) ist ein Schützenpanzer der japanischen Bodenselbstverteidigungsstreitkräfte, der 1989 in Dienst gestellt wurde. Im Jahr 2005 sind etwa 70 Stück produziert worden. Die Hauptbewaffnung besteht aus einer 35-mm-Maschinenkanone von Oerlikon Contraves.

## Entwicklung
Die Entwicklung des Typ 89 begann 1980. Bis zum Jahre 1984 wurden vier Prototypen entwickelt und bis 1986 getestet. Die Kaufentscheidung fiel 1989, daher auch die Typenbezeichnung. Als die Produktion startete, bestand ein Bedarf von 300 Fahrzeugen, nach dem Ende des Kalten Krieges wurde der Bedarf allerdings stark reduziert. Ende 1999 waren nur 58 Schützenpanzer im Dienst, im selben Jahr wurden lediglich zwei weitere gekauft. Im folgenden Jahr nur ein einziger. Die Hauptproduzenten sind Mitsubishi Heavy Industries und Komatsu Limited.

## Beschreibung
Der wassergekühlte 600-PS-Dieselmotor 6SY31WA befindet sich vorne links in der Wanne, der Fahrer sitzt rechts davon. Er hat für die Fahrt unter Luke drei Winkelspiegel, der mittlere kann gegen ein Nachtsichtgerät ausgetauscht werden.
In der Mitte der Wanne ist der Zweimannturm mit der 35-mm-Maschinenkanone mit Doppelgurtzufuhr. Sie hat eine Feuerrate von 200 Schuss pro Minute und wird in Japan in Lizenz gefertigt. Achsparallel dazu ist ein 7,62-mm-Maschinengewehr Typ 74 montiert. Links und rechts des Turmes befinden sich je eine Panzerabwehrlenkwaffe Typ 79 Jyu-MAT. Der Richtschütze sitzt links im Turm, der Kommandant rechts. Es sind Laserwarner an der Außenseite des Turms befestigt, ebenso zwei Nebelmittelwurfanlagen.
Im hinteren Teil der Wanne sitzen die sechs Panzergrenadiere. Sie besteigen oder verlassen den Panzer über zwei Türen, die nach außen aufschwenken. An sechs Stellen kann von innen nach außen geschossen werden, jede dieser Stellen besitzt einen Winkelspiegel.